# Paroisse de Carroll Est
La paroisse de Carroll Est, en Louisiane, a été créée par la scission de la paroisse de Carroll qui donna aussi naissance à la paroisse de Carroll Ouest en 1877.
La paroisse a une superficie de 1 092 km² de terre émergée et 54 km² d’eau.
Elle est enclavée entre le comté de Chicot (Arkansas) au nord, le comté d’Issaquena (Mississippi) à l’est, le comté de Comté de Warren (Mississippi) au sud-est, la paroisse de Madison au sud, la paroisse de Richland au sud-ouest et la paroisse de Carroll Ouest à l’ouest.
Deux autoroutes quadrillent la paroisse : l’autoroute fédérale (U.S. Highway) n° 65 ainsi que l’autoroute de Louisiane (Louisiana Highway) n° 2.

## Démographie
Lors du recensement de l’année 2000, les 9 421 habitants de la Paroisse se divisaient en 31,60 % de « Blancs », 67,29 % de « Noirs » et d’Afro-Américains, 0,18 % d’Amérindiens, 0,33 % d’Asiatiques ainsi que 0,25 % de non-répertoriés ci-dessus et 0,35 % de personnes métissées.
La paroisse comptait 0,64 % qui parle le français ou le français cadien à la maison .
Dans la paroisse, la pyramide des âges (toujours en 2000) était présentée ainsi : 
- 2 855 personnes étaient des mineures (moins de 18 ans) soit 30,30 % ;

- 1 083 personnes étaient des jeunes adultes (de 18 à 24 ans) soit 11,50 % ;

- 2 563 personnes étaient de jeunes forces de travail (de 25 à 44 ans) soit 27,20 % ;

- 1 743 personnes étaient des forces de travail vieillissantes (de 45 à 65 ans) soit 18,50 % ;

- 1 177 personnes étaient des personnes en âge de la retraite (plus de 65 ans) soit 12,50 %.

L’âge moyen des citoyens de la paroisse était donc de 31 ans, de plus, la paroisse compte 4 605 personnes de sexe féminin (soit 48,88 %) et 4 816 personnes de sexe masculin (soit 51,12 %).
Le revenu moyen par personne s’élève à $20 723 (en 2006) alors que 40,50 % des habitants vivent sous le seuil de pauvreté (indice fédéral).

La paroisse est divisée en deux villes et villages : Lake Providence et Transylvania.